# Bicyclus smithi
Bicyclus smithi е вид пеперуда от семейство Nymphalidae. Видът не е застрашен от изчезване.

## Разпространение и местообитание
Разпространен е в Ангола, Габон, Демократична република Конго, Екваториална Гвинея, Камерун, Кения, Нигерия, Танзания и Уганда.
Обитава гористи местности и езера.